# Antonio Napolioni
Antonio Napolioni (Camerino, 11 dicembre 1957) è un vescovo cattolico italiano, dal 16 novembre 2015 vescovo di Cremona.

## Biografia
Nasce a Camerino, sede arcivescovile in provincia di Macerata, l'11 dicembre 1957.

### Formazione e ministero sacerdotale
Dopo aver conseguito la maturità classica, inizia a studiare giurisprudenza all'Università degli Studi di Camerino; entra poi nel seminario regionale di Fano.
Il 25 giugno 1983 è ordinato presbitero dall'arcivescovo Bruno Frattegiani per l'arcidiocesi di Camerino-San Severino Marche.
In seguito è inviato a perfezionare la sua formazione teologica a Roma, presso l'Università Pontificia Salesiana dove consegue il dottorato in teologia, con specializzazione in pastorale giovanile e catechetica.
Rientrato in diocesi è direttore dell'Ufficio catechistico diocesano di Camerino dal 1983 al 1993, segretario dell'arcivescovo dal 1990 al 1993, viceparroco della cattedrale dal 1985 al 1990, assistente ecclesiastico regionale dell'AGESCI dal 1986 al 1992, assistente ecclesiastico nazionale AGESCI per la branca lupetti/coccinelle dal 1992 al 1998.
Vicerettore del Seminario Pontificio Marchigiano "Pio XI" - proprio allora trasferito da Fano ad Ancona - dal 1993 al 1998, ne diviene rettore nel 1998, fino al 2010. Docente di teologia pastorale all'istituto pastorale della Pontificia Università Lateranense di Roma dal 1993 al 2000; docente ordinario di teologia pastorale all'Istituto teologico marchigiano di Ancona dal 1993 al 2015. Il 5 gennaio 2005 riceve l'onorificenza di cappellano di Sua Santità da papa Giovanni Paolo II. Dal 2010 è parroco di San Severino Vescovo in San Severino Marche e vicario episcopale per la pastorale nella medesima diocesi.

### Ministero episcopale
Il 16 novembre 2015 papa Francesco lo nomina vescovo di Cremona; succede a Dante Lafranconi, dimessosi per raggiunti limiti di età. Il 30 gennaio 2016 riceve l'ordinazione episcopale, nella cattedrale di Cremona, dal vescovo Dante Lafranconi, co-consacranti gli arcivescovi Francesco Giovanni Brugnaro e Francesco Gioia. Durante la stessa celebrazione prende possesso della diocesi.

## Genealogia episcopale e successione apostolica
La genealogia episcopale è:
- Cardinale Scipione Rebiba
- Cardinale Giulio Antonio Santori
- Cardinale Girolamo Bernerio, O.P.
- Arcivescovo Galeazzo Sanvitale
- Cardinale Ludovico Ludovisi
- Cardinale Luigi Caetani
- Cardinale Ulderico Carpegna
- Cardinale Paluzzo Paluzzi Altieri degli Albertoni
- Papa Benedetto XIII
- Papa Benedetto XIV
- Cardinale Enrico Enriquez
- Arcivescovo Manuel Quintano Bonifaz
- Cardinale Buenaventura Córdoba Espinosa de la Cerda
- Cardinale Giuseppe Maria Doria Pamphilj
- Papa Pio VIII
- Papa Pio IX
- Cardinale Alessandro Franchi
- Cardinale Giovanni Simeoni
- Cardinale Antonio Agliardi
- Cardinale Basilio Pompilj
- Cardinale Adeodato Piazza, O.C.D.
- Cardinale Sebastiano Baggio
- Vescovo Alessandro Maggiolini
- Vescovo Dante Lafranconi
- Vescovo Antonio Napolioni

La successione apostolica è:
- Arcivescovo Gian Carlo Perego (2017)
- Vescovo Enrico Trevisi (2023)

## Araldica
| Stemma | Blasonatura |
| ------ | --- |
|        | Inquartato: nel 1° d'azzurro, all'ombra di sole d'oro caricata del trigramma "IHS" di nero; nel 2° d'argento, a un monte all'italiana di sei cime di verde movente dalla partizione; nel 3° d'argento, alla gemella ondata d'azzurro posta in fascia; nel 4° di rosso, al giglio del terzo. Lo scudo, accollato a una croce astile d'oro di tipo "trifogliato" gemmata con cinque pietre rosse (che richiamano le cinque piaghe di Cristo) posta in palo, è timbrato da un cappello con cordoni e nappe di verde. Le nappe, in numero di dodici, sono disposte sei per parte, in cinque ordini di 1, 2, 3. Sotto lo scudo, nella lista svolazzante, il motto in lettere maiuscole di nero: SERVITE DOMINO IN LAETITIA. |